# Linköping (commune)

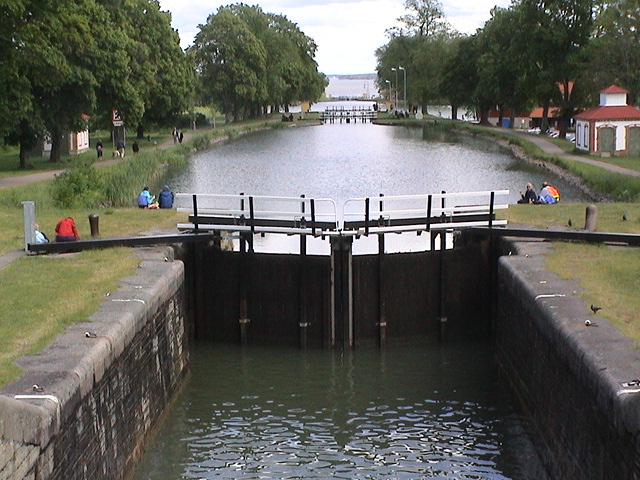
Écluses de Bergs Slussar dans le village de Berg, Linköping

La commune de Linköping est une commune suédoise du comté d'Östergötland. Environ 164684 personnes y vivent (2021). Son siège se situe à Linköping. C'est la cinquième commune de Suède par la population.
Le château d’Ekenäs est situé dans la localité d’Askeby.

## Localités principales
| - Askeby - Berg - Bestorp - Brokind - Ekängen - Gistad - Linghem - Linköping - Ljungsbro - Malmslätt | - Nykil - Rappestad - Sjögestad - Skeda udde - Sturefors - Tallboda - Vikingstad - Västerlösa |